# Pelochrista turiana
Pelochrista turiana is een vlinder uit de familie bladrollers (Tortricidae). De wetenschappelijke naam is voor het eerst geldig gepubliceerd in 1927 door Zerny.
De soort komt voor in Europa.